# Vombisidris
Vombisidris – rodzaj mrówek z podrodziny Myrmicinae.
Opisany został przez Barryego Boltona w 1991 roku.
Rozsiedlone są od południowych Indii po północno-wschodnią Australię. Należy tu 16 opisanych gatunków:
- Vombisidris acherdos Bolton, 1991
- Vombisidris australis Wheeler, 1934
- Vombisidris bilongrudi Taylor, 1989
- Vombisidris dryas Bolton, 1991
- Vombisidris harpeza Bolton, 1991
- Vombisidris humboldticola Zacharjas et Rajan, 2004
- Vombisidris jacobsoni
- Vombisidris lochme Bolton, 1991
- Vombisidris nahet Bolton, 1991
- Vombisidris occidua Bolton, 1991
- Vombisidris philax Bolton, 1991
- Vombisidris philippina Zettel et Sorger, 2010
- Vombisidris regina Bolton, 1991
- Vombisidris renateae Taylor, 1989
- Vombisidris umbradomina Huang et Zhou, 2006
- Vombisidris xylochos Bolton, 1991